# イオンタウン佐沼
イオンタウン佐沼（イオンタウンさぬま）は、宮城県登米市に所在し、イオンタウンが運営を行っているショッピングセンターである。

## 概要
2007年（平成19年）にロックシティ佐沼として開業したショッピングセンターで、2007年（平成19年）時点ではロック開発株式会社が運営していた。
2011年（平成23年）8月31日付でイオン株式会社がロック開発株式会社のすべての株式を取得・100%子会社化し、9月1日に社名をイオンタウン株式会社に変更した。
これに伴って順次施設名をロックタウンからイオンタウンに変更することになり、当施設も名称をロックシティ佐沼からイオンタウン佐沼に改称した。

## 沿革
- 2007年（平成19年）
  - 10月25日 - 試験開業（ソフトオープン）。[要出典]
  - 10月27日 - ロックシティ佐沼としてグランドオープン[1]。
- 2011年（平成23年）9月1日 - 運営会社の「ロックタウン開発」が「イオンタウン」に改称[7]。
- 2020年（令和2年）
  - 3月1日 - イオン東北株式会社発足に伴い、「イオンスーパーセンター佐沼店」リカー売場をイオンリテールからイオン東北に移管。[要出典]
  - 4月1日 - 本店を含む全国のイオン直営売場での無料レジ袋配布終了[8]。
- 2022年（令和4年）3月16日 - 福島県沖地震により、館内の天井や壁が崩れるなどの被害が出た[9]。
- 2025年（令和7年）3月1日 - 合併に伴い、「イオンスーパーセンター佐沼店」売場全体の運営をイオンスーパーセンターからイオン東北に移管。

## フロアとテナント
核店舗のイオンスーパーセンター佐沼店の他、ダイソーやヤマダデンキなど47の専門店で構成される。

## アクセス

### 鉄道
- JR東北本線 瀬峰駅から登米市民バスで「飯島」停留所下車[10]。

### バス
- 登米市民バス「イオンスーパーセンター前」停留所から徒歩すぐ[11]。
- 同上「萩洗」停留所から斜め向かい[5]。

### 自動車
- みやぎ県北高速幹線道路 - 佐沼ICより約11分[4]。
- 東北自動車道 - 築館ICより約30分[5]。